# BerlinMan

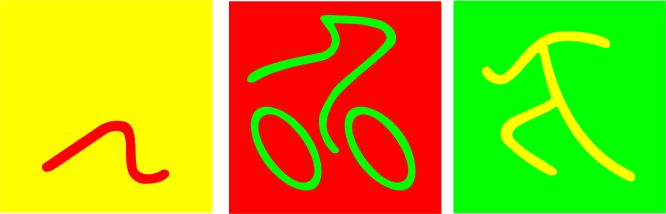
Logo des BerlinMan

Der BerlinMan ist die größte Triathlonveranstaltung im Berliner und Brandenburger Raum.

## Organisation
Der BerlinMan wird seit 1992 regelmäßig alle zwei Jahre veranstaltet. Der BerlinMan wird stets in drei Distanzen angeboten:
- Mitteldistanz-Triathlon („Half-Distance“) über 2,2 km Schwimmen, 90 km Radfahren und 20 km Laufen
- Olympische Distanz (1,5 km Schwimmen, 40 km Radfahren und 10 km Laufen)
- „Jedermensch-Triathlon“ über 0,8 km Schwimmen, 24 km Radfahren und 5 km Laufen

In den Jahren 1998 bis 2002 fand zusätzlich ein Quadrathlon statt. Seit 2004 wird zusätzlich der MiniMan für Kinder angeboten. Ausgerichtet wird der BerlinMan seit jeher von dem Berliner Triathlonverein Weltraumjogger Berlin e. V. und seit 2004 unterstützt der Club TriFinisher Berlin, der sich allerdings 2015 zurückgezogen hat.

## Geschichte

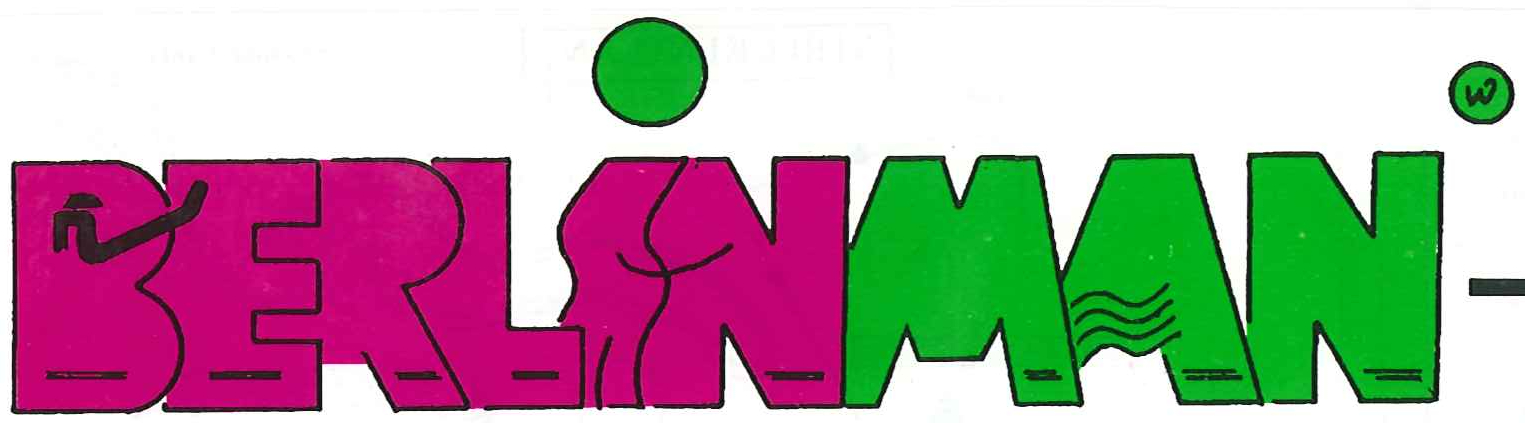
1. Logo des BerlinMan 1992

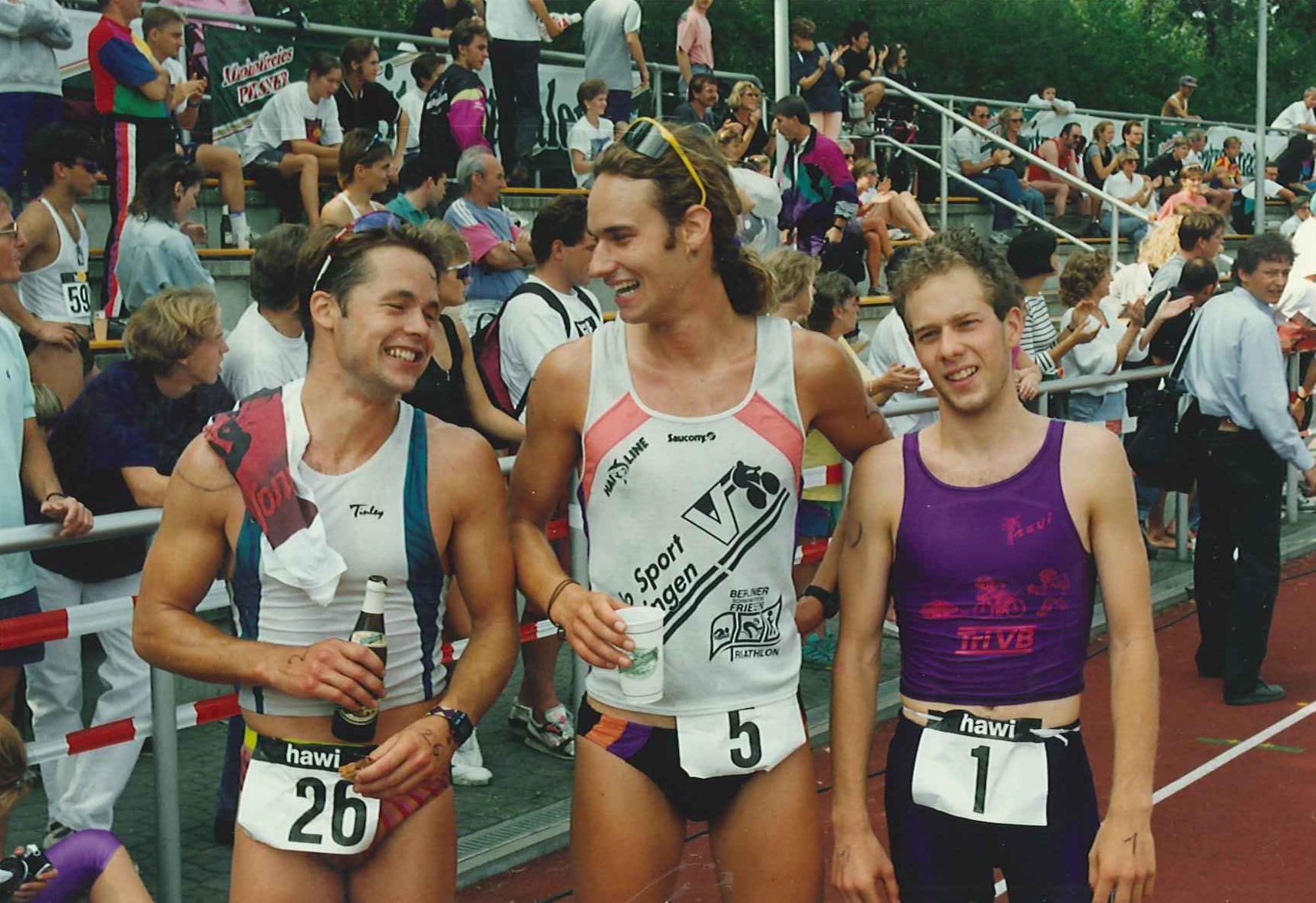
Sieger des ersten BerlinMan 1992: Sascha Krause, Daniel Simon und Nils Ehrke (4.)

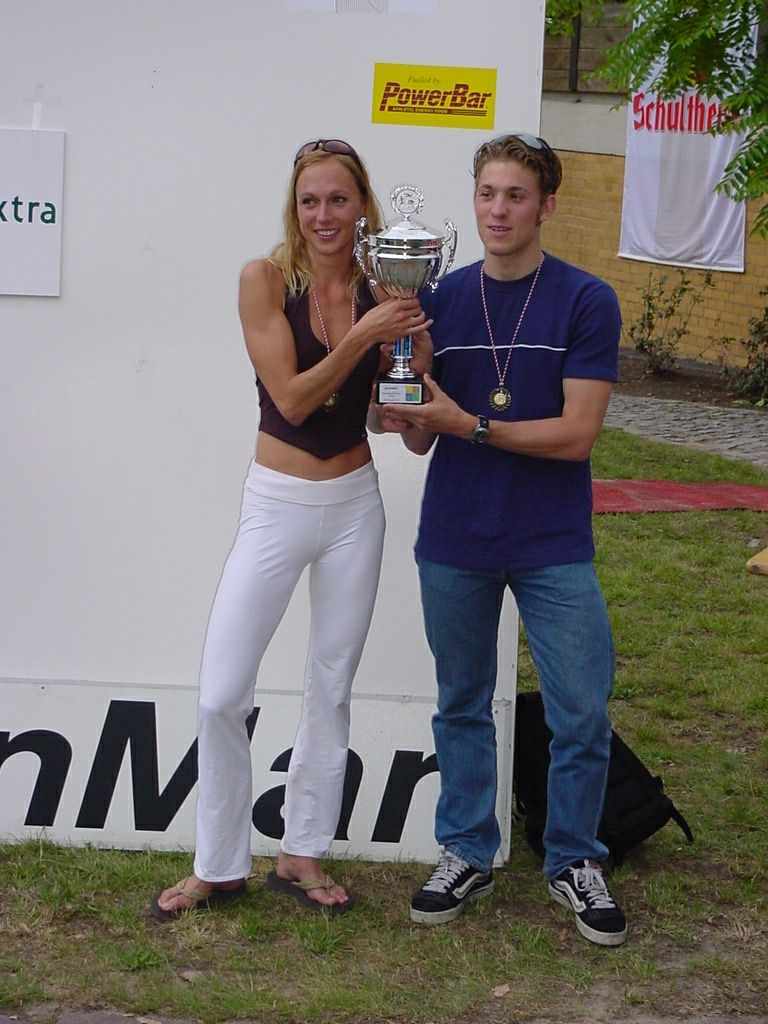
Laura Bieger und Alexander Mügge bei der Übergabe des Wanderpokals beim BerlinMan 2000

Der erste BerlinMan fand am 22. August 1992 mit über 800 Finishern statt. Mit dem Start im Strandbad Wannsee und dem Ziel im Stadion an der Onkel-Tom-Straße gab es zwei komplette Wechselzonen.
Beim zweiten BerlinMan am 27. August 1994 erfolgte der Umzug ins Jugendgästehaus am Wannsee. Hier waren nun Startbereich, Wechselzone und Zielbereich an einem Ort, was deutlich mehr Zuschauer an die Strecken lockte. Am 3. August 1996 fand der dritte BerlinMan statt. 1998 wurde erstmals zusätzlich ein Quadrathlon ausgetragen. Hier gewann Miroslav Podborsky (Česká spořitelna) in einer Zeit von 3:10:19 h über die Distanzen 2,2 km Schwimmen, 47 km Radfahren, 10 km Paddeln und 10 km Laufen. Der Wettkampf fand am 29. August 1998 statt.
Beim fünften BerlinMan am 19. August 2000 gab es eine Live-Übertragung des Wettkampfes im Internet. Dieser Wettkampf wurde erstmals mit Transpondern für die Zeiterfassung veranstaltet. Integriert war wiederum ein Quadrathlon, der als Europameisterschaft ausgetragen wurde. Am 17. August 2002 fand der sechste BerlinMan statt und das Rennen der Männer ging an Maik Twelsiek. Erstmals war ein TriCup mit den bedeutendsten Triathlonwettkämpfen in Deutschland integriert. Der Quadrathlon wurde als Weltmeisterschaft ausgetragen.
2004 wurde statt der Mitteldistanz zum ersten Mal die olympische Distanz über 1,5 km Schwimmen, 42 km Radfahren und 10 km Laufen bei starkem Regen ausgetragen. Zusätzlich haben die Weltraumjogger als Ausrichter sich die TriFinisher Berlin als Mit-Veranstalter ausgewählt.
Der achte BerlinMan fand bei strahlendem Sonnenschein am 3. September 2006 statt.
Am 24. August 2008 wurde der neunte BerlinMan – wieder bei strömendem Regen – ausgetragen. Erstmals fand zusätzlich ein MiniMan für Kinder statt.
Beim zehnten BerlinMan ist wiederum das Strandbad Wannsee als Veranstaltungsort ausgewählt worden. Der BerlinMan kommt damit wieder zu seinen Wurzeln zurück und erstmals fand der Wettkampf wegen der großen Teilnehmerzahlen an zwei Tagen (21. und 22. August 2010) statt.
Der elfte BerlinMan am 8. und 9 September 2012 hat erneut einen Teilnehmerrekord verzeichnet: Über 1100 Wettkämpfer nahmen erneut am Strandbad Wannsee teil und erreichten das Ziel. Hinzu kamen noch 50 Kinder beim MiniMan. Am 30. und 31. August 2014 fand der zwölfte BerlinMan mit Quadrathlon-WM im Sprint statt.
Seit der Saison 2015 ist der BerlinMan Hauptsponsor des Triathlonteams: „BSV Friesen-BerlinMan-Team“, welches in der 2. Triathlon-Bundesliga der Deutschen Triathlon Union startet. 2016 fand der Wettkampf am 10. und 11. September wieder mit Sprint- und eine Mitteldistanz statt. Am 1. und 2. September 2018 wurde der BerlinMan zum 14. Mal ausgetragen. Den Hauptwettkampf gewann bei den Frauen Julia Leenders vom Club der Weltraumjogger und Maurice Witt vom BSV Friesen.
2020 sollte die 15. Austragung des BerlinMan mit einem kleinen Jubiläum im August gefeiert werden. Aufgrund der Corona-Pandemie musste der Veranstalter Weltraumjogger leider den Wettkampf absagen und in das nächste Jahr verschieben.
Daher fand dann erstmals am 21. & 22. August 2021 der BerlinMan in einem ungeraden Jahr statt. Durch die geltenden Hygieneverordnungen mussten zahlreiche Einschränkungen hingenommen werden, so waren z. B. keine Zuschauer zugelassen. Auch die Anzahl der Teilnehmenden fand einen Tiefpunkt.
Die 17. Austragung des BerlinMan war am 7. und 8. September 2024.

## Siegerliste
Mitteldistanz 2,2 km Schwimmen, 90 km Radfahren und 20 km Laufen
| Jahr | Männer                | Männer   | Frauen                 | Frauen   |
| Jahr | Erster Platz          | Zeit     | Erster Platz           | Zeit     |
| ---- | --------------------- | -------- | ---------------------- | -------- |
| 2024 | Simon Wendlandt       | 03:27:05 | Chantal Jäger          | 04:11:00 |
| 2022 | Florian Seifert -4-   | 03:38:10 | Anja Leuendorff        | 04:35:58 |
| 2021 | Norman Fenske         | 03:46:36 | Livia Eggler           | 04:30:40 |
| 2018 | Maurice Witt          | 03:56:30 | Julia Leenders -2-     | 04:30:21 |
| 2016 | Florian Seifert -3-   | 03:57:53 | Romy Stotz             | 04:38:21 |
| 2014 | Florian Seifert -2-   | 04:00:53 | Evi Neuscheler         | 04:37:37 |
| 2012 | Florian Seifert       | 03:59:25 | Christine Liebendörfer | 04:23:47 |
| 2010 | Daniel Gebert         | 04:05:16 | Julia Leenders         | 04:43:03 |
| 2008 | Thorsten Grandke      | 04:04:25 | Katrin Burow           | 04:51:39 |
| 2006 | Claus-Henning Schulke | 03:55:50 | Iris Tiedeken          | 04:32:25 |
| 2002 | Maik Twelsiek         | 04:00:06 | Sarah Lorenz           | 04:38:09 |
| 2000 | Alexander Mügge -2-   | 03:52:36 | Laura Bieger -2-       | 04:33:50 |
| 1998 | Olaf Rennicke         | 03:54:30 | Laura Bieger           | 04:35:46 |
| 1996 | Alexander Mügge       | 03:56:59 | Claudia Vogt           | 04:37:15 |
| 1994 | Daniel Simon          | 03:49:57 | Annette Sturm          | 04:24:17 |
| 1992 | Sascha Krause         | 04:17:24 | Dagmar Geissinger      | 04:50:56 |

Olympische Distanz (1,5 km Schwimmen, 40 km Radfahren und 10 km Laufen)
| Jahr | Männer       | Männer   | Frauen       | Frauen   |
| Jahr | Erster Platz | Zeit     | Erster Platz | Zeit     |
| ---- | ------------ | -------- | ------------ | -------- |
| 2004 | Ralf Eggert  | 02:06:43 | Susanne Groß | 02:25:20 |

## Teilnehmerzahlen

BerlinMan Teilnehmerzahlen

Die Teilnehmerzahlen stiegen jährlich weiter an. 2010 nahmen erstmals über 1000 Teilnehmer an den beiden Veranstaltungstagen teil. Das ist der bisherige Teilnehmerrekord.
| Jahr | Wettkampf             | Frauen | Männer | Gesamt |
| ---- | --------------------- | ------ | ------ | ------ |
| 1992 | Mitteltriathlon       | 20     | 280    | 300    |
| 1992 | Jedermenschtriathlon  | 70     | 287    | 357    |
| 1994 | Mitteltriathlon       | 23     | 250    | 273    |
| 1994 | Jedermenschtriathlon  | 53     | 270    | 323    |
| 1996 | Mitteltriathlon       | 20     | 207    | 227    |
| 1996 | Jedermenschtriathlon  | 68     | 243    | 311    |
| 1998 | Mitteltriathlon       | 21     | 159    | 180    |
| 1998 | Jedermenschtriathlon  | 55     | 183    | 238    |
| 1998 | Quadrathlon           | 10     | 44     | 54     |
| 2000 | Mitteltriathlon       | 23     | 203    | 226    |
| 2000 | Jedermenschtriathlon  | 57     | 179    | 236    |
| 2000 | Quadrathlon           | 10     | 71     | 81     |
| 2002 | Mitteltriathlon       | 23     | 206    | 229    |
| 2002 | Jedermenschtriathlon  | 72     | 218    | 190    |
| 2002 | Quadrathlon           | 15     | 90     | 105    |
| 2004 | Olympischer Triathlon | 54     | 322    | 376    |
| 2004 | Jedermenschtriathlon  | 81     | 224    | 305    |
| 2006 | Mitteltriathlon       | 30     | 231    | 261    |
| 2006 | Jedermenschtriathlon  | 95     | 328    | 423    |
| 2008 | Mitteltriathlon       | 28     | 308    | 336    |
| 2008 | Jedermenschtriathlon  | 65     | 209    | 274    |
| 2010 | Mitteltriathlon       | 53     | 365    | 418    |
| 2010 | Jedermenschtriathlon  | 155    | 451    | 606    |
| 2012 | Mitteltriathlon       | 58     | 499    | 557    |
| 2012 | Jedermenschtriathlon  | 157    | 419    | 576    |
| 2014 | Mitteltriathlon       | 88     | 592    | 680    |
| 2014 | Jedermenschtriathlon  | 187    | 529    | 716    |
| 2014 | Quadrathlon           | 19     | 101    | 120    |
| 2016 | Jedermenschtriathlon  | 164    | 397    | 561    |
| 2016 | Mitteltriathlon       | 73     | 489    | 562    |
| 2018 | Jedermenschtriathlon  | 152    | 401    | 553    |
| 2018 | Mitteltriathlon       | 93     | 501    | 594    |
| 2021 | Jedermenschtriathlon  | 120    | 278    | 389    |
| 2021 | Mitteltriathlon       | 60     | 311    | 371    |